# Hannu Rantakari
Hannu Rantakari (Tampere, 8 de enero de 1939-ibidem, 1 de enero de 2018) fue un gimnasta artístico finlandés ganador de una medalla de bronce olímpica en 1964 en el ejercicio de salto de potro.
En los JJ. OO. de Tokio 1964 gana la medalla de bronce en la prueba de salto de potro, quedando situado en el podio por detrás del japonés Haruhiro Yamashita que ganó el oro, y del soviético Víktor Lisitski que se hizo con la plata.